# Dolce (album)
Pour les articles homonymes, voir Dolce.
Albums de Ami Suzuki
Connetta
(2007) Supreme Show
(2008)
Singles
Dolce (écrit en capitales : DOLCE) est le 3e album original d'Ami Suzuki sorti sous le label Avex Trax, en 2008, et son 8e album au total en comptant trois albums originaux et une compilation sortis chez Sony Music Japan et un album de remix.

## Présentation
L'album sort le 6 février 2008 au Japon. Il atteint la 26e place du classement de l'Oricon. Il se vend à 7 071 exemplaires la première semaine, et reste classé pendant 4 semaines, pour un total de 10 835 exemplaires vendus durant cette période ; c'est alors son album original le moins vendu. Il sort également au format « CD+DVD » avec une pochette différente et un DVD en supplément contenant le clip vidéo d'un des titres, Bitter…. Il sort aussi dans une édition limitée, sans DVD mais avec en supplément un livret de photos (photobook) et une chanson en bonus : If, attribuée à la seule Ami Suzuki, son premier titre non-collaboratif depuis un an (ou deux, si l'on considère après coup comme collaboratifs ses singles de 2006). Une autre édition limitée au format vinyle n'incluant que cinq des titres sortira deux semaines après.
Comme le précédent album sorti un an auparavant, Connetta, cet album est présenté comme un projet collaboratif de la chanteuse avec divers artistes. Il contient les quatre chansons déjà parues sur ses deux derniers singles collaboratifs sortis en 2007 : le « double face A » Free Free / Super Music Maker par Ami Suzuki joins Yasutaka Nakata, et Potential Breakup Song par Ami Suzuki joins Aly & AJ (reprise en japonais de la chanson homonyme d'Aly & AJ) et sa « face B » Feel the Beat par Ami Suzuki joins Sugiurumn.
À l'exception du titre bonus If de l'édition limitée, toutes les chansons de l'album sont attribuées non pas à la chanteuse seule, mais sous la forme Ami Suzuki joins… (tel artiste), en compagnie de l'artiste ou du groupe avec lequel elles ont été composées ou arrangées : Yasutaka Nakata de Capsule, les groupes Aly & AJ, S.A. (alias Studio Apartment), et Hoff Dylan, les DJ Sugiurumn, Ram Rider, Captain Funk, et Rocketman & You the Rock, le chanteur Yo-King, et la chanteuse Tomoe Shinohara. L'album lui-même est attribué à la seule Ami Suzuki, qui figure seule en couverture. C'est le dernier disque à sortir dans le cadre du projet collaboratif Ami Suzuki joins…, qui débuta un an auparavant (ou deux, après coup). Le prochain album de la chanteuse, Supreme Show, ne sortira que neuf mois plus tard, en fin d'année.

## Liste des titres
| 1.  | Free Free (FREE FREE) (Ami Suzuki joins Yasutaka Nakata (中田ヤスタカ)          | Yasutaka Nakata / Yasutaka Nakata             | 5:08 |
| 2.  | Feel the Beat (album version) (feel the beat) (Ami Suzuki joins Sugiurumn)      | Sugiurumn / Sugiurumn                         | 5:32 |
| 3.  | Potential Breakup Song (Ami Suzuki joins Aly & AJ)                              | Ami & Fumihito Morita / Tim James             | 3:53 |
| 4.  | Bitter... (Ami Suzuki joins S.A.)                                               | Sachiko Shimada / Masanori Morita, Noburo Abe | 5:07 |
| 5.  | Sweet Dance (SWEET DANCE) (Ami Suzuki joins Ram Rider)                          | Ram Rider / Ram Rider                         | 4:58 |
| 6.  | The Weekend (The WeekeND) (Ami Suzuki joins Captain Funk)                       | Sachiko Shimada / Tatsuya Oe                  | 6:27 |
| 7.  | Super Music Maker (radio edit) (Ami Suzuki joins Yasutaka Nakata (中田ヤスタカ) | Yasutaka Nakata / Yasutaka Nakata             | 5:02 |
| 8.  | Music (MUSIC) (Ami Suzuki joins Ram Rider)                                      | Ram Rider / Ram Rider                         | 4:20 |
| 9.  | Stereo Love (Ami Suzuki joins Tomoe Shinohara ☆☆☆)                              | Tomoe Shinohara / Tomoe Shinohara             | 3:49 |
| 10. | Ai no Uta (アイノウタ) (Ami Suzuki joins Rocketman feat. You the Rock ★)        | Rocketman feat. You The Rock / Rocketman      | 3:29 |
| 11. | Futari wa Pop (2人はPOP) (Ami Suzuki joins Hoff Dylan (ホフディラン)            | Yuuhi Komiyama / Yuuhi Komiyama               | 3:58 |
| 12. | Atarashī Hibi (新しい日々) (Ami Suzuki joins Yo-King)                           | Yo-King / Yo-King                             | 3:48 |
| 13. | If (Ami Suzuki) (titre bonus de l'édition limitée CD+Photobook)                 | Ami Suzuki / Masayoshi Takasaka               | 4:06 |

| 1. | Bitter... (Ami Suzuki joins S.A.)      |  |
| 2. | Behind The Scenes (making of de Dolce) |  |

Edition vinyle
| 1. | Free Free (FREE FREE) (Ami Suzuki joins Yasutaka Nakata (中田ヤスタカ) | Yasutaka Nakata / Yasutaka Nakata | 5:08 |
| 2. | feel the beat (album version) (Ami Suzuki joins Sugiurumn)             | Sugiurumn / Sugiurumn             | 5:32 |

| 1. | Bitter... (Ami Suzuki joins S.A.)                         | Sachiko Shimada / Masanori Morita, Noburo Abe | 5:07 |
| 2. | Sweet Dance (SWEET DANCE) (Ami Suzuki joins Ram Rider)    | Ram Rider / Ram Rider                         | 4:58 |
| 3. | The Weekend (The WeekeND) (Ami Suzuki joins Captain Funk) | Sachiko Shimada / Tatsuya Oe                  | 6:27 |